# Evince
Evince (englisch to evince something = ‚etwas zeigen‘, ‚etwas bekunden‘) ist ein Dokumentbetrachter für Dokumentdateiformate wie das Portable Document Format (PDF) und PostScript für verschiedene Betriebssysteme und Bestandteil der Desktop-Umgebung Gnome.
Bei vielen Linux-Distributionen mit GTK+-basierter Desktop-Umgebung ist er Teil der standardmäßig vorinstallierten Grundausstattung, darunter Ubuntu, Linux Mint und Fedora.
Evince wird als freie Software auch im Quelltext unter den Bedingungen der GNU General Public License (GPL) verbreitet. Er ist hauptsächlich in C, die Schnittstelle für die benutzte Bibliothek Poppler in C++ geschrieben und nutzt für die graphische Oberfläche (GNOME-üblich) das GUI-Toolkit GTK.
Ende 2011 wurde im Zuge der Abspaltung der Desktop-Umgebung MATE von Gnome 2 auch der Entwicklungsweg für Evince aufgeteilt und für MATE in Atril umbenannt. Ab Version 1.10 vom 11. Juni 2015 unterstützt dieser das Buchdateiformat EPUB.

## Geschichte
Evince geht auf den GNOME PDF Viewer (GPdf) zurück, der einen auf Bonobo und GTK+ 1.2 basierenden Überbau zu Xpdf und später dessen Nachfolger Poppler darstellte. Dieser war ein reiner PDF-Betrachter.
Evince begann als eine Neufassung des GPdf-Codes, welcher schwer zu pflegen war. Evince sollte die verschiedenen Dokumentenbetrachter der Desktop-Umgebung Gnome durch eine einzelne sowie leicht bedienbare Anwendung ersetzen. Nach kurzer Entwicklungszeit übertraf Evince die Funktionalität seiner Vorgänger.
Ab der Version 2.12 vom 7. September 2005 ist Evince Teil von Gnome und ersetzte hier GPdf und Gnome GhostView (GGV). 2006 wurde Evince im Rahmen des Google Summer of Code mit einem Programmierstipendium von Google unterstützt. Ab Version 2.28 von Gnome (23. September 2009) war zwischenzeitlich auch eine Windows-Version verfügbar, die allerdings wieder eingestellt wurde.

## Funktionen
SucheIntegrierte Suche, welche die Anzahl von Ergebnissen auf der Seite hervorhebt.
SeitenvorschauVorschaubilder der Seiten geben in der Sidebar einen schnellen Überblick für die Navigation im Dokument.
Seiten-IndexWenn die Dokumente dies unterstützen, zeigt Evince für die schnelle Navigation den Index-Baum an.
AuswahlEvince erlaubt die Auswahl von Text in den Dokumenten.
Einsatz im Zusammenspiel mit LaTeXEvince erlaubt, dass geöffnete Dateien von anderen Programmen geändert werden. Damit ist es geeignet, um sich von LaTeX generierte Dokumente anzeigen zu lassen. Das aktualisierte PDF- oder PS-Dokument wird automatisch neu geladen und es wird die gleiche Seite angezeigt. Mit dem Adobe Reader ist dies erst in den neuesten Versionen unter Linux möglich.

## Unterstützte Dokumentenformate
Evince unterstützt viele verschiedene Formate, eine aktuelle Auflistung ist auf der Website zu finden. Trotz der vielen Dokumentenformate ist Evince von seinem Ziel, ein universeller Dokumentenbetrachter zu sein, noch entfernt. Es fehlt nicht nur die Unterstützung für populäre Formate der Microsoft-Office- (Word, Excel), sondern auch der Open-Source-Welt (AbiWord, OpenOffice.org) und teils wichtige Standardformate wie EPUB Da Linux-Distributionen in der Regel nicht für einzelne Formate separate Einzelanwendungen vorinstallieren, betrifft dies auch die Standardinstallation vieler Distributionen.

### Enthalten
- Portable Document Format (PDF) unter Benutzung des Poppler-Back-ends
- PostScript mit Hilfe des Ghostscript-Back-ends
- Device independent file format (DVI)
- Tagged Image File Format (TIFF)
- DjVu
- Comic-Book-Format (CBZ oder CBR)

### Optional
- Microsoft PowerPoint (nicht stabil)
- XML Paper Specification (XPS, via libgxps)

### Geplant
- weitere Bilddateien neben TIFF
- OpenOffice/LibreOffice
- Microsoft Word
- AbiWord